# Tanaopsis gallardoi
Tanaopsis gallardoi is een naaldkreeftjessoort uit de familie van de Tanaopsidae. De wetenschappelijke naam van de soort is voor het eerst geldig gepubliceerd in 1970 door Sueo M. Shiino.